# Polydora carunculata
Polydora carunculata är en ringmaskart som beskrevs av Radashevsky 1993. Polydora carunculata ingår i släktet Polydora och familjen Spionidae. Inga underarter finns listade i Catalogue of Life.